# 맷 홀랜드
매슈 리스 홀랜드(영어: Matthew Rhys Holland, 1974년 4월 11일 ~ )는 미드필더로 활약했던 아일랜드의 전직 프로 축구 선수이다. 그는 현재 입스위치 타운의 이사이자 클럽 홍보대사이다.
홀랜드는 아스널 아카데미에 있었던 것을 거쳐 웨스트햄 유나이티드에서 경력을 시작했다. 웨스트햄에 있는 동안 그는 판버러 타운과 AFC 본머스에서 임대를 보냈으며, 이후 1995년에 본머스로 완전 이적했다. 본머스에서 100경기 이상 출전하고 주장직을 맡은 후, 홀랜드는 1997년에 입스위치 타운과 계약했다. 그는 입스위치에서 6년을 보내며 300경기 이상 출전했고, 2000년 풋볼 리그 퍼스트 디비전 플레이오프를 통해 프리미어리그 승격을 이끌었다. 2003년, 홀랜드는 찰턴 애슬레틱과 계약했다. 그는 찰턴에서 6년을 보내며 주장직을 맡았고, 200경기 이상 출전했다. 그는 2009년에 선수 생활을 마쳤다.
1999년 아일랜드 B 국가대표팀에서 한 경기에 출전한 그는, 1999년 10월, 아일랜드 국가대표팀에서 데뷔했다. 그는 1999년부터 2005년까지 아일랜드 국가대표로 활약하며 49경기에 출전해 5골을 넣었다. 그는 2002년 FIFA 월드컵에거 아일랜드 국가대표팀 명단에 포함되었다.
선수 생활을 마친 이후, 그는 BBC, 세탄타 스포츠, 토크스포츠, BT 스포츠, RTÉ 등에서 방송 활동을 해 왔다.

## 구단 경력

### 초기 경력
처음에는 '너무 작다'는 이유로 아스널에서 거절당한 홀랜드는 웨스트햄 유나이티드로 향했고, 그곳에서 아카데미의 순위를 차근차근 올라갔지만 1군 경기에는 출전하지 못했다. 그는 1992–93년 시즌에 풋볼 콘퍼런스 소속의 판버러 타운에 합류하여 21경기에 출전했다.

### AFC 본머스
1군 경기에 출전하기 위해, 홀랜드는 1995년 1월, 사우스코스트 지역의 AFC 본머스에 합류했다. 그는 1995–96년 시즌에 클럽의 올해의 선수상을 수상했다. 딘 코트에서 총 104경기에 출전해 18골을 기록했으며, 주장직도 맡았다.

### 입스위치 타운
1997년 여름, 홀랜드는 80만 파운드의 이적료로 입스위치 타운에 합류했다. 그는 1997–98년 시즌 개막전에서 입스위치 데뷔 전을 치렀으며, 퀸스 파크 레인저스와의 0–0 무승부 경기에서 선발 출전했다. 그는 1997년 9월 20일, 스토크 시티와의 3–2 패배 경기에서 클럽 첫 골을 기록했다. 홀랜드는 포트먼 로드에서의 첫 시즌 동안 팀의 핵심 선수로 자리잡았으며, 입스위치가 퍼스트 디비전 5위로 시즌을 마치고 플레이오프에 진출하는 동안 리그와 컵 대회를 모두 포함한 모든 경기에 선발 출전했다. 입스위치는 플레이오프 준결승에서 찰턴 애슬레틱에 2경기 합산 0–2로 패해 탈락했다. 홀랜드는 클럽에서의 첫 시즌 동안 모든 대회를 통틀어 총 59경기에 출전해 12골을 기록했으며, 그 중에는 리그컵 2라운드 경기에서 토키 유나이티드를 상대로 기록한 3–0 원정 승리 경기에서의 멀티골도 포함되었다. 그는 1997–98년 시즌 클럽의 올해의 선수상을 수상했다.
홀랜드는 클럽에서의 두 번째 시즌에도 다시 입스위치의 주장으로 임명되었고, 팀의 핵심 선수로 계속 활약했다. 그는 8월 11일, 리그컵 경기에서 엑서터 시티와의 1–1 무승부 경기에서 시즌 첫 골을 기록했다. 그는 이번 시즌에도 다시 모든 경기에 출전했으며, 입스위치는 리그를 3위로 마감하며 3시즌 연속 플레이오프에 진출했다. 입스위치는 볼턴 원더러스와의 플레이오프에서 2경기 합산으로 탈락했다. 1차전에서 0–1로 패배한 뒤, 2차전에서는 홀랜드가 멀티골을 기록하며 4–3 승리를 거두었는데, 그 중 한 골은 경기의 결승골이었으며, 합산 스코어를 4–4로 만들었다. 그러나 입스위치는 원정 다득점 원칙에 따라 탈락했다.

### 찰턴 애슬레틱
2003년 입스위치가 승격에 실패한 후, 홀랜드는 찰턴 애슬레틱과 4년 계약을 맺고 프리미어리그로 복귀했다. 이적료는 초기에 75만 파운드였으며, 이후 90만 파운드로 상승했다. 그는 이번 이적에서도 주장 완장을 맡았고, 클럽에서의 첫 시즌에 모든 경기에 출전했다. 그는 2003년 8월 17일, 맨체스터 시티와의 경기에서 찰턴 데뷔 전을 치렀다. 그는 2003년 11월 3일, 버밍엄 시티를 상대로 한 2–1 승리 경기에서 멀티골을 기록하며 클럽 첫 득점을 올렸다. 그는 찰턴에서의 첫 시즌 동안 모든 리그 경기에 출전하며 6골을 기록했다. 홀랜드는 첫 시즌에 찰턴의 주장으로 팀을 리그 7위에 올려놓았으며, 이는 클럽 역사상 프리미어리그 최고 순위였다.
홀랜드는 2004–05년 시즌에도 찰턴의 핵심 선수로 활약을 이어갔다. 그는 12월 11일, 웨스트브로미치 앨비언와의 원정 경기에서 1–0 승리를 이끄는 결승골을 넣었으며, 한 달 뒤에도 에버턴과의 원정 경기에서 다시 한 번 1–0 승리를 결정짓는 결승골을 기록했다. 그는 해당 시즌 총 36경기에 출전해 3골을 기록했으며, 찰턴은 프리미어리그를 11위로 마감했다.

## 국가대표팀 경력
잉글랜드에서 태어났지만, 홀랜드는 할머니가 모너핸주 출신이어서 아일랜드 국가대표 자격을 얻었다. 그는 1999년 10월 9일, 마케도니아와의 UEFA 유로 2000 예선에서 국제 데뷔 전을 치렀으며, 마크 케네디를 대신해 교체로 들어가 마지막 5분을 뛰었다. 그는 당시 클럽 감독이었던 조지 벌리에게 자신의 관심을 알렸고, 벌리는 국가대표 감독인 믹 매카시와 이야기했다. 홀랜드가 국가대표팀에서 기록한 첫 골은 2000년 10월 7일, 포르투갈과의 2002년 FIFA 월드컵 예선에서 나온 동점골로, 그의 5번째 출전이었다. 홀랜드는 28번째 출전에서 처음으로 국가대표팀 주장을 맡았으며, 그 경기는 스코틀랜드와의 친선 경기로 2–0 패배였다.
그는 2002년 FIFA 월드컵에 아일랜드 국가대표로 갔으며, 카메룬과의 경기에서 동점골을 넣었다. 독일과의 경기 후에는 디트마어 하만과 유니폼을 교환했다. 아일랜드는 이 대회에서 스페인과의 2라운드 승부차기에서 탈락했으며, 홀랜드도 승부차기를 실패한 선수 중 하나였다. 2006년 FIFA 월드컵 진출 실패 후, 그는 2006년 2월 5일, 국제 축구 은퇴를 발표했다. 감독 스티브 스톤턴은 홀랜드가 계속 뛰도록 설득하려 했다.

## 사생활
홀랜드는 색맹이다. 그는 찰턴 데뷔 전에서 특히 어려움을 겪었는데, 그때 찰턴이 빨간색 유니폼을 입었고 상대팀 플리머스 아가일은 초록색 유니폼을 입었기 때문이다.